# Virus de l'œdème des pousses du cacaoyer
Espèce
Le swollen shoot est une maladie virale du cacaoyer qui se développe de manière endémique en Afrique de l’Ouest. Le Virus de l'œdème des pousses du cacaoyer (CSSV, Cacao swollen-shoot virus) est une espèce de phytovirus du genre Badnavirus (famille des Caulimoviridae) qui affecte principalement le cacaoyer (Theobroma cacao). Le virion, bacilliforme, a un génome constitué d'ADN double brin.
L'un des symptômes visibles sur le cacaoyer est le gonflement des jeunes pousses. 

## Dénomination
En français 'Virus du swollen shoot du cacaoyer' est usuel. 
L’origine du nom de cette maladie est liée aux gonflements des rameaux qui constituent l’un de ses symptômes caractéristiques. Mais, cette maladie provoque aussi des bandes rouges et des mosaïques le long des nervures des feuilles ainsi qu’une sévère défoliation. Il s’ensuit une baisse rapide de la production et une chute spectaculaire du rendement. Finalement l’arbre meurt au bout de trois à cinq ans après le début de l’infection.
Le mycologue Stevens étudie cette maladie en 1936, il la nomme Swollen Shoot (pousses enflées). En 1943, Henri Alibert entreprend une prospection des plants de cacao ivoiriens atteints. Il publie en 1946 une Note préliminaire sur une nouvelle maladie du cacaoyer le «Swollen shoot». Le virus est décrit en 1941 et 1947 par Adrian Frank Posnette (d) (1914-2004).

## Occurrence
Ce virus, présent seulement en Afrique occidentale, particulièrement en Côte d'Ivoire et au Ghana. Il  est transmis aux cacaoyers, selon un mode semi-persistant, par diverses espèces de cochenilles. Le swollen shoot est transmis par des plusieurs espèces de cochenille : Formicococcus njalensis (Laing), Pseudococcus longispinus, Pseudococcus hargreavesi (Laing), Planococcus kenyae, Planococcus citri, et Ferrisia virgata (Cockerell) (Dufour, 1991). Ces insectes se déplacent lentement, mais peuvent être transportés par plusieurs espèces de fourmis. Le virus n'est pas présent en Amérique, continent d'origine du cacaoyer et n'a donc commencé à frapper cet arbre qu'à partir du XIXe siècle lors de son introduction au Ghana.

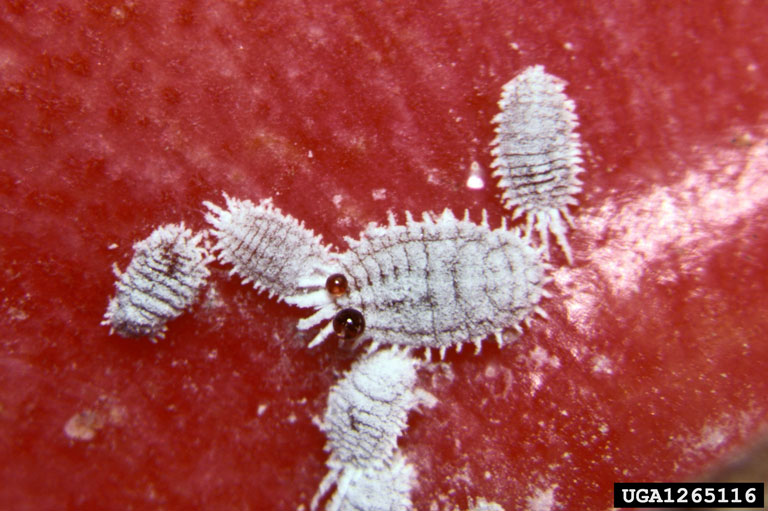
La cochenille Pseudococcus calceolariae, principal vecteur de la maladie.

Le virus semblait avoir disparu dans les années 1950 en Côte d'Ivoire, mais y a ressurgi en 2003.

## Systématique et phylogénie

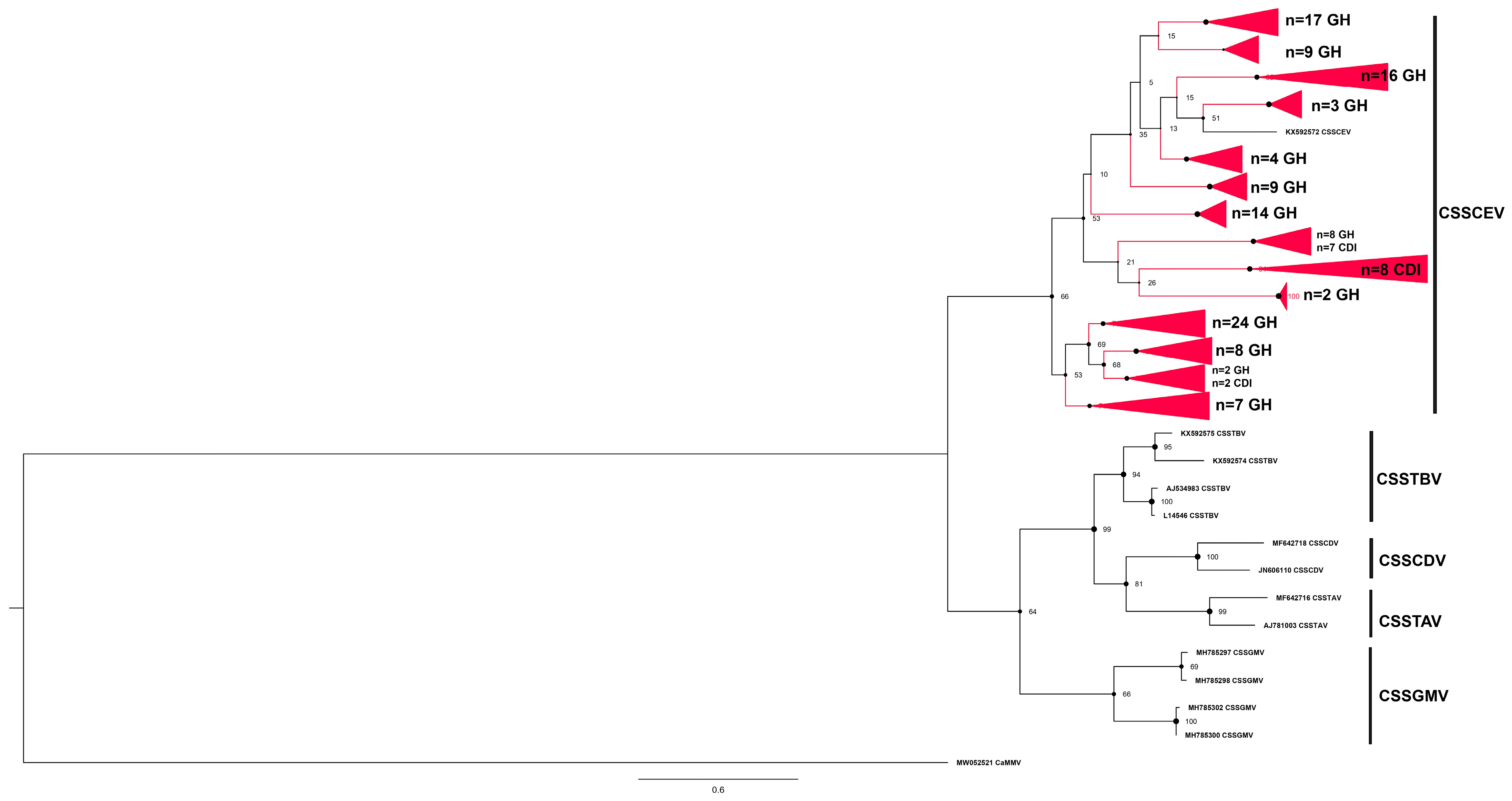
Arbre phylogénétique à vraisemblance maximale reconstruit pour les séquences du gène de la protéine de mouvement partiel du virus de la CE du cacao swollen shoot (CSSCEV)

Les badnavirus de la maladie du gonflement des pousses du cacaoyer (CSSD) constituent un complexe d'espèces, En 2024, le virus du gonflement des pousses du cacaoyer Togo B (CSSTBV) ( n = 588 séquences) est le plus répandu et le plus largement distribué par rapport aux autres espèces de CSSD. L'espèce CE du cacao swollen shoot (CSSCEV) représentait la deuxième espèce la plus répandue, des isolats CSSCEV présentent la divergence de séquence mp la plus importante parmi les cinq espèces de virus CSSD identifiées en Côte d'Ivoire et au Ghana. 
George A. Ameyaw et al. (2024) ont établi des phylogénies montrant une forte diversité.

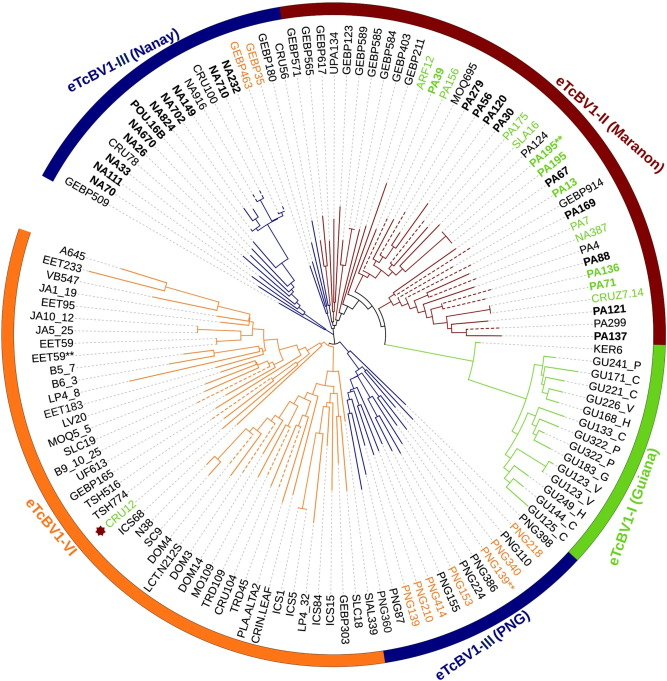
Arbre phylogénétique des accessions de cacaoyers à partir de la matrice de distance générée dans MEGA11 à l'aide de 151 marqueurs SNP pour 128 accessions de cacaoyers. En gras l' étiquette indique les accessions de référence représentant un groupe génétique particulier. L'accession unique qui contient trois types d'inserts est marquée d'une étoile.

Ihsan Ullah et al. (2023) écrivent «7 espèces associées à la maladie du virus du gonflement des pousses du cacaoyer (CSSV) sont répandues en Afrique de l'Ouest et provoquent une perte de productivité importante. Une autre espèce, le virus bacilliforme du cacaoyer du Sri Lanka (CBSLV) a été signalée au Sri Lanka (2018 ). De plus, deux nouvelles espèces de badnavirus appelées virus de la mosaïque douce du cacao (CaMMV) et virus des bandes veineuses jaunes du cacao (CYVBV), qui provoquent des symptômes légers, ont été identifiées chez des cacaoyers cultivés dans l'hémisphère occidental (2017 et 2021). Ces deux espèces ont également été récemment signalées chez des arbres asymptomatiques dans le germplasme du cacaoyer au Royaume-Uni (2021). Le CaMMV a également été récemment détecté en Asie du Sud-Est». 
En 2025 Gabriel Victor Pina Rodrigues et al. identifient une espèce nouvelle de badnavirus du cacaoier et dix nouveaux virus putatifs associés au microbiome du cacao. Ils étendent la zone d'occurrence à la Guyane française et donnent la séquence virale dans des régions géographiques supplémentaires telles que les États-Unis et la Colombie.

### Espèces admises de Virus de l'œdème des pousses du cacaoyer
- Badnavirus alphainflatheobromae, Cacao swollen shoot CD virus,
- Badnavirus betainflatheobromae, Cacao swollen shoot CE virus,
- Badnavirus deltainflatheobromae, Cacao swollen shoot Ghana N virus,
- Badnavirus epsiloninflatheobromae, Cacao swollen shoot Ghana Q virus,
- Badnavirus etainflatheobromae, Cacao swollen shoot Togo B virus,
- Badnavirus gammainflatheobromae, Cacao swollen shoot Ghana M virus,
- Badnavirus tetainflatheobromae, Cacao swollen shoot Ghana T virus,
- Badnavirus theobromae, Cacao bacilliform Sri Lanka virus, Virus bacilliforme du cacaoyer du Sri Lanka
- Badnavirus thetavirgamusae, Banana streak UM virus,
- Badnavirus venatheobromae, Cacao yellow vein banding virus, Virus des bandes veineuses jaunes du cacao (CYVBV)
- Badnavirus zetainflatheobromae, Cacao swollen shoot Togo A virus

## Prévention
George A. Ameyaw et al. (2024) recommandent la détection précoce puis l'élimination et le remplacement des plantes infectés par des génotypes indemnes de virus et tolérants à la CSSD.